# Globish
Globish es un neologismo propuesto por Jean-Paul Nerriere, presidente jubilado de IBM a partir de las palabras Global e English. Es una versión simplificada del idioma inglés que usa únicamente 1500 palabras para construir las frases inglesas más comunes. Su uso se está extendiendo entre hablantes de varias lenguas nativas diferentes del inglés.
A diferencia del Inglés básico, Inglés simplificado e Inglés especial, no está formalizado y se construye sólo mediante la práctica común. Con frecuencia resulta difícil determinar si un ejemplo particular del inglés debería o no debería ser considerado Globish. De igual manera, el Inglés internacional se podría considerar la contrapartida más extendida y formalizada del Globish.

## Usos y alternativas
El Globish se ha convertido en una herramienta para el entendimiento común en la comunicación internacional sencilla. Esto se debe a que resulta muy práctico para satisfacer las necesidades de comunicación y entendimiento que se derivan de la globalización. Fue creado específicamente con el mundo de los negocios en mente para un proyecto que un creador tenía con IBM.

## Versión del "Padre Nuestro" en Globish
Our Father,
Who comes to us from above,
Your name is holy.
Your rule will soon be here,
Your will will be executed, in this world, and in the above as well,
Give us today the food we need everyday,
And forgive what we do wrong
As we will also forgive the other persons who do wrong to us,
Do not lead us to have bad desires,
But, free us from all that is evil,
For your are the ruler of the above, and yours are the power, and highest honour for ever and ever.
Amen.
- Datos: Q1232847